# Anna Gerhardt
Anna Gerhardt est une joueuse de football allemande évoluant au poste de milieu au FC Cologne.
Elle est la sœur du footballeur Yannick Gerhardt.

## Biographie

### En club

#### Jeunesse et formation
Gerhardt commence le football au SC Kreuzau 05 dans la ville de Düren. À 11 ans, elle rejoint le FC Cologne. Après avoir traversé toutes les catégories d'âges, elle intègre l'équipe première lors de la saison 2014-2015.

#### FC Cologne
Le 21 septembre 2014, elle joue son premier match face au 1.FFC Montabaur. Elle fait également ses premières apparitions en Coupe d'Allemagne.
Après la relégation de son équipe, elle quitte le club.

#### Bayern Munich
Lors de la saison 2016-2017, elle signe au Bayern Munich. Ses débuts avec le Bayern ont eu lieu le 4 septembre 2016. Le 19 décembre 2017, elle prolonge son contrat jusqu'au 30 juin 2019.

#### Turbine Potsdam
Pour la saison 2019-2020, passez à Turbine Potsdam.

## Palmarès

### En club
|  |  | FC Cologne - 2.Frauen-Bundesliga - Vainqueur : 2015 |